# Far de D. Maria Pia
El Far de D. Maria Pia (també conegut com a Far de Ponta Temerosa o Far de Praia; en portuguès Farol de D. Maria Pia, Farol da Ponta Temerosa o Farol da Praia) és un far situat al punt més meridional de l'illa de Santiago, al nord-est de Cap Verd, a uns 3,5 km al sud-est de Praia. L'entrada occidental del Port de Praia queda a l'oest, i està connectat mitjançant una petita carretera amb la secció de ferris del port.

## Descripció
El far va ser construït l'any 1881, i segons la seva etimologia original, estava dedicat a Maria Pia de Savoia, reina de Portugal de l'època. L'altre nom amb què es coneix es deu al promontori més proper al centre de Praia, Ponta Temerosa. El far està situat al cap de Lazareto, té una alçada de 21 m i està construït a una altitud d'uns 10 metres sobre el nivell del mar. Des de les dècades de 1980 i 1990, les cases i edificis dominaven la zona del cap, i tota l'àrea forma part de la zona urbana del sud de Praia, i configura l'extrem sud de la ciutat i de l'àrea urbana.
La torre del far té una làmpada octogonal i una galeria, amb un edifici que connecta amb el terra. La seva estructura està pintada de blanc, i la seva porta és de color gris. La utilitat del far és ajudar a la navegació marítima, i està obert al públic, tot i que la torre està tancada actualment.

## Galeria

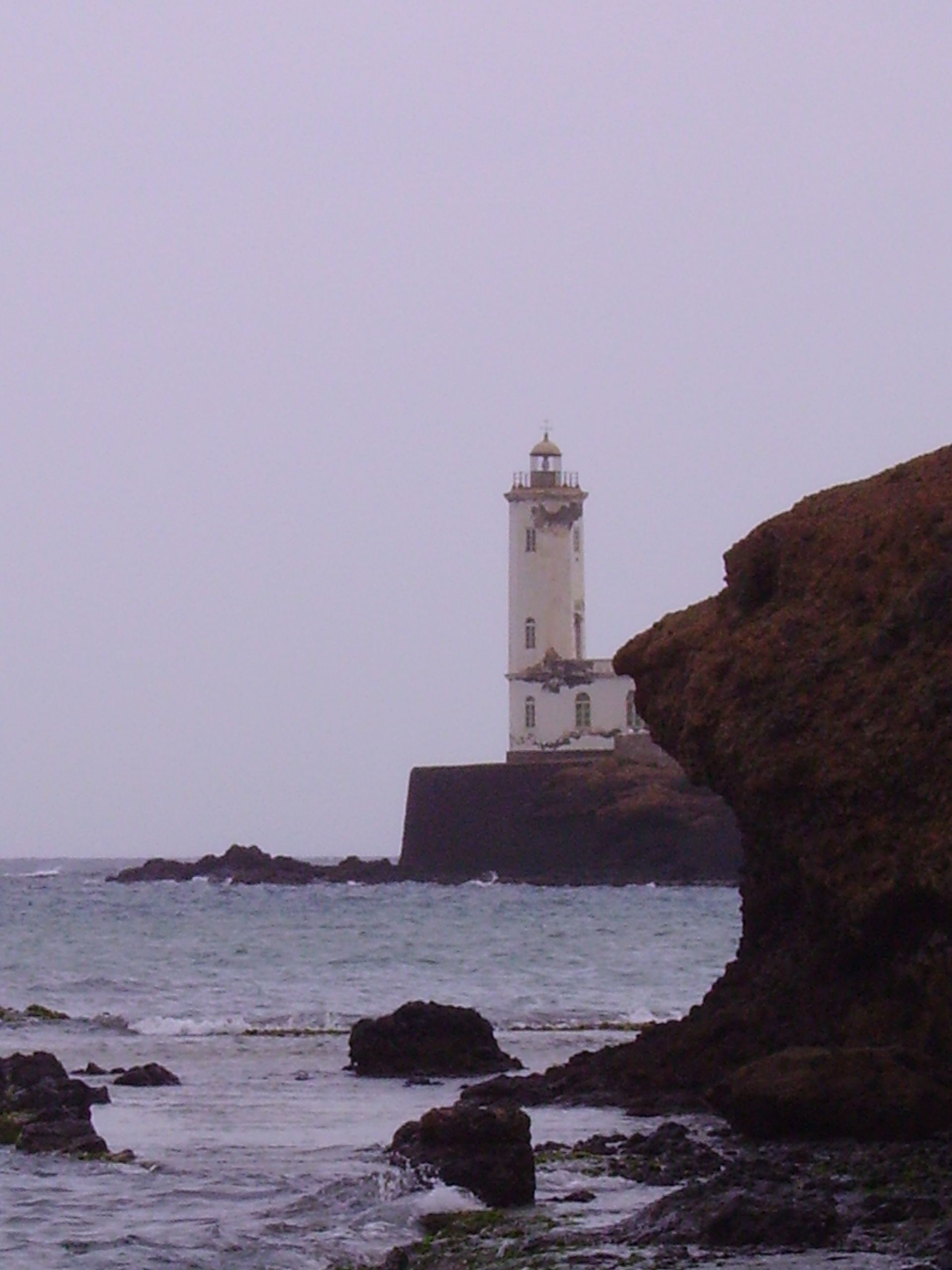
Vista del far (1)
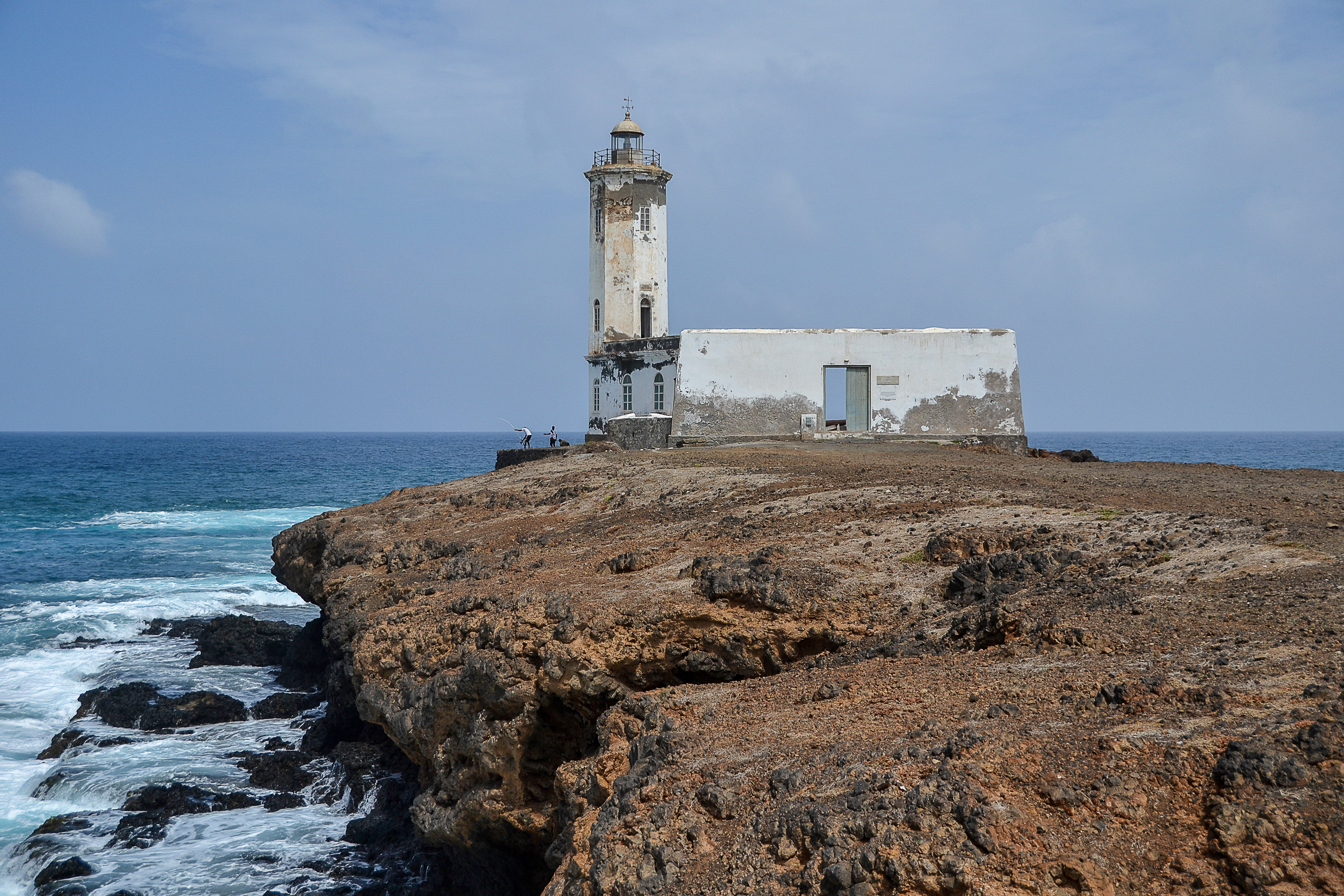
Vista del far (2)
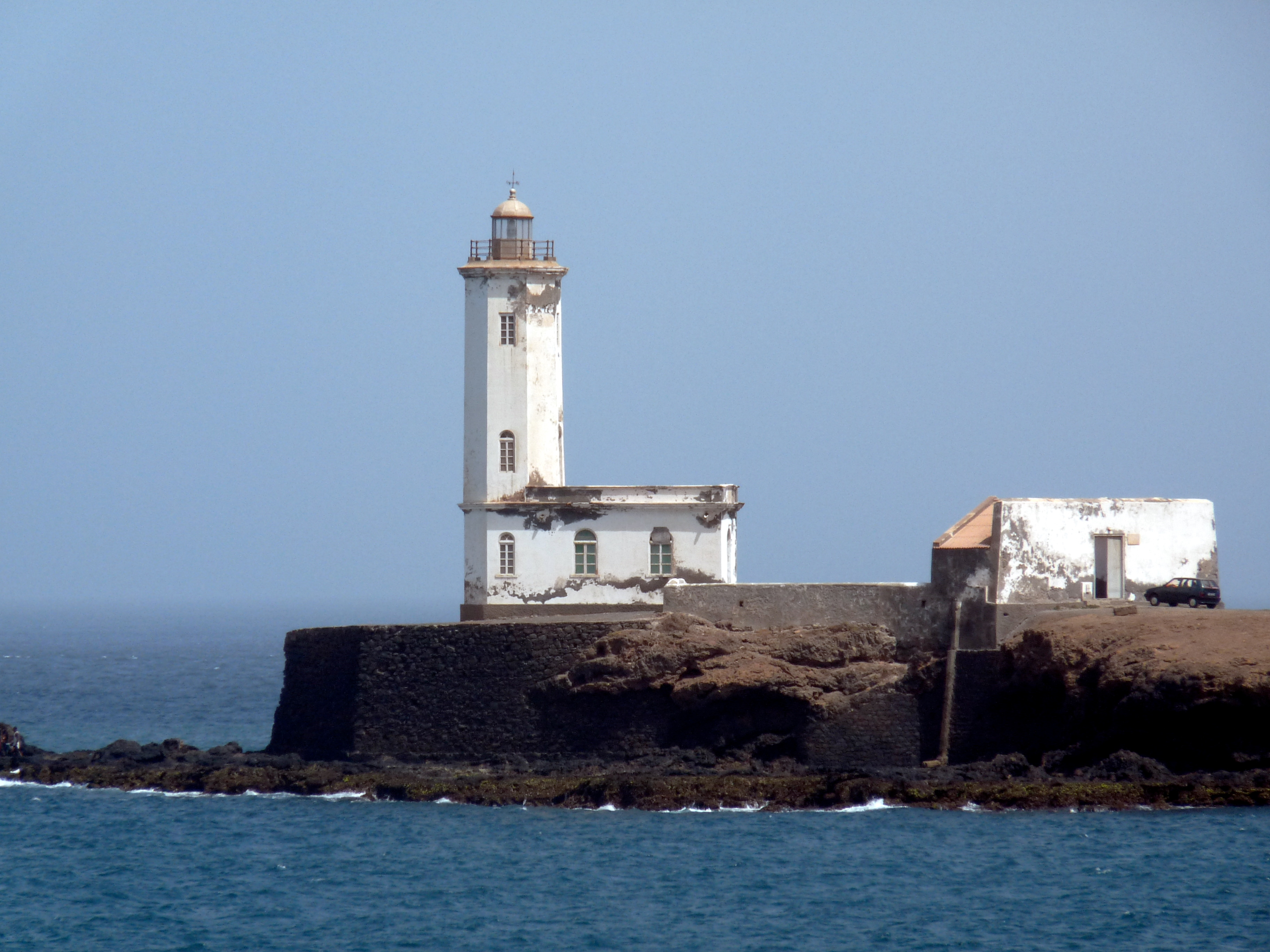
Vista del far (3)
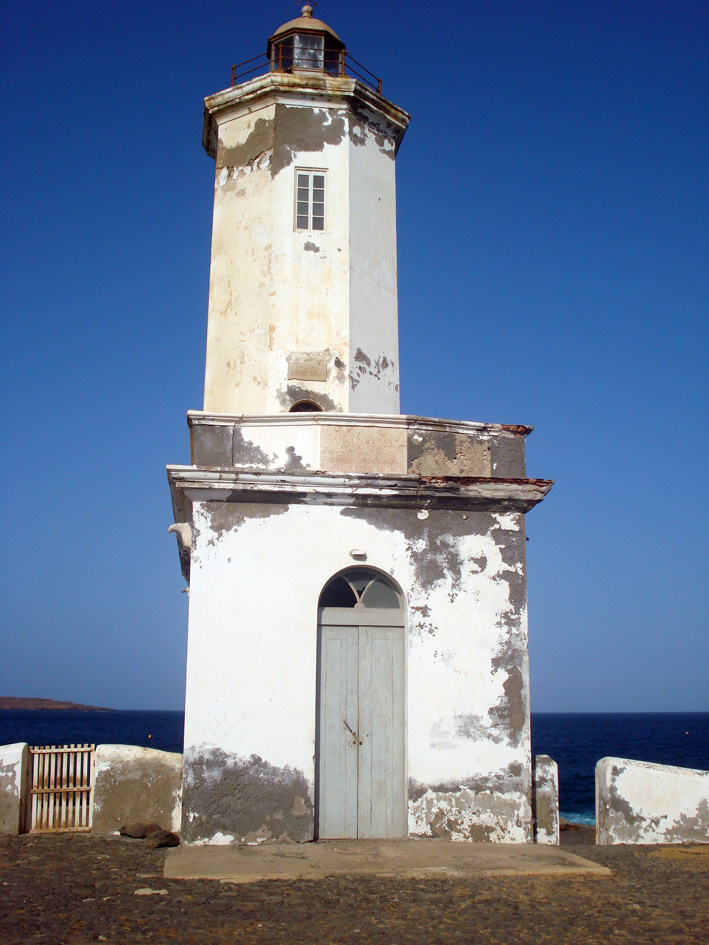
Porta davantera del far, amb la làmpada al capdamunt
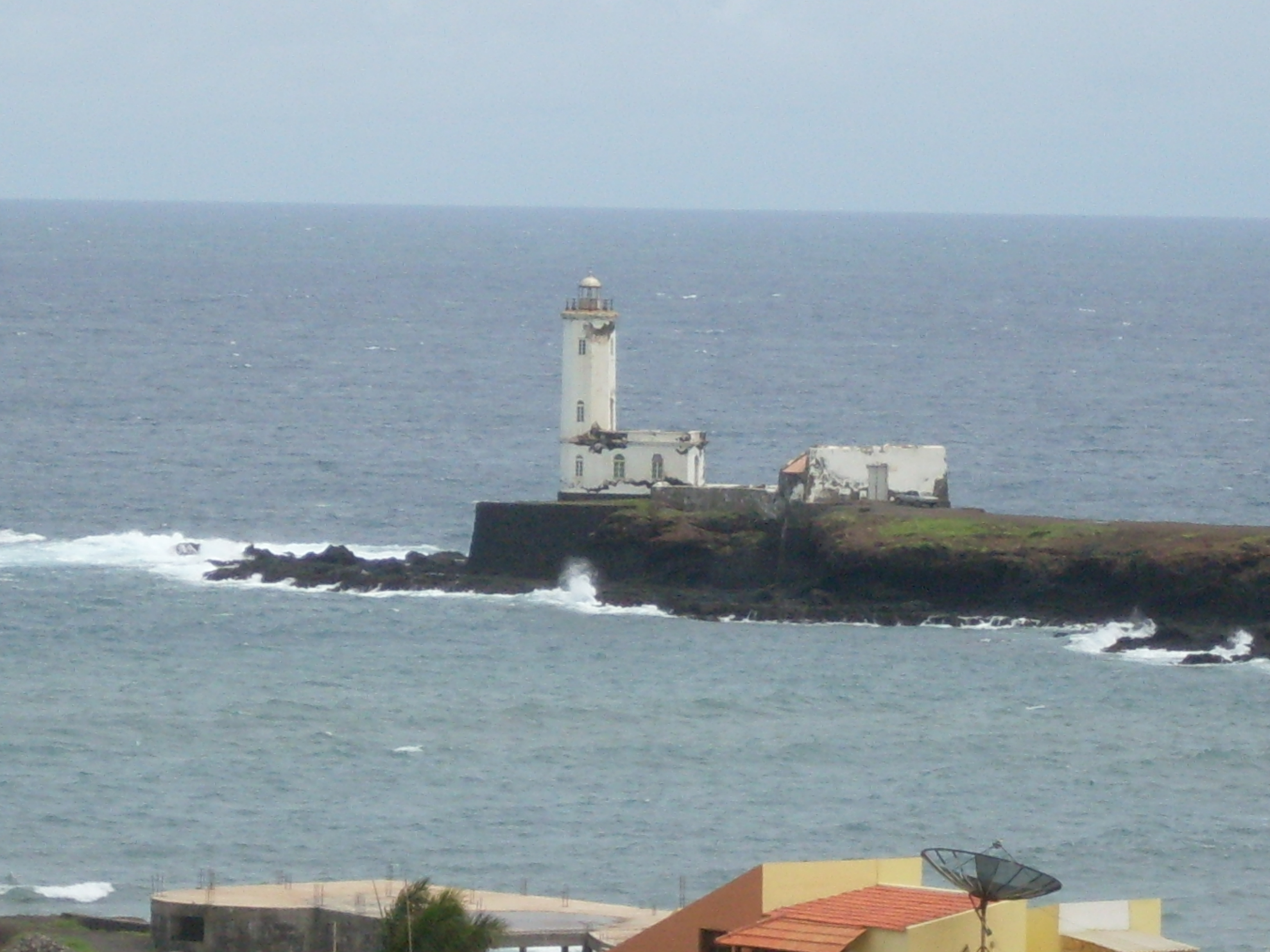
El far al Port de Praia, amb una vista sobre la ciutat